# Arteria spinale anteriore
In anatomia, le arterie spinali anteriori sono una coppia di vasi sanguigni che originano a livello cervicale dalle arterie vertebrali, e si uniscono già a livello della base del cranio formando così un'unica arteria spinale anteriore impari, che irrora la porzione anteriore del midollo spinale. Le arterie spinali anteriori sono irrorate dalle arterie vertebro-midollari segmentali, compresa l'arteria radicolare magna (o arteria di Adamkiewicz).

## Decorso
L'arteria spinale anteriore è un piccolo ramo che si diparte in prossimità della parte terminale dell'arteria vertebrale e che, discendendo frontalmente al midollo allungato, si unisce a livello del foro occipitale con l'altra arteria spinale posta nella parte opposta.
Uno di questi vasi è solitamente più grande dell'altro, ma occasionalmente possono essere della stessa grandezza.
Il tronco singolo, così formato, scende anteriormente al midollo spinale, ed è rinforzato da una serie di piccoli rami che entrano nel canale vertebrale attraverso i fori intervertebrali; questi rami derivano dall'arteria vertebrale e dall'arteria cervicale ascendente dell'arteria tiroidea inferiore nel collo; dalle arterie intercostali nel torace e dall'arteria lombare, dall'arteria ileo-lombare e dalle arterie sacrali laterali nell'addome e nelle pelvi.
Questi rami si uniscono, per mezzo di rami ascendenti e discendenti, a formare una singola arteria mediale anteriore, che si estende fino  alla parte più bassa del midollo spinale fino a raggiungere il filo terminale.
Questo vaso si trova nella pia madre lungo la fessura mediana anteriore; irrora quella membrana e la sostanza del midollo spinale, e manda rami alle sue parti più  basse per essere distribuita alla cauda equina.